# جین بکسترسر
جین بکسترسر (انگلیسی: Jeanne Baxtresser؛ زادهٔ ۲ اوت ۱۹۴۷) موسیقی‌دان، نوازندهٔ فلوت و مربی موسیقی اهل ایالات متحده آمریکا است.
وی نوازندهٔ اصلی ساز فلوت در فیلارمونیک نیویورک است و در سال ۲۰۰۶ میلادی، جایزهٔ یک عمر دستاورد هنری را از انجمن ملی فلوت آمریکا دریافت داشت.